# غوتينغن (سويسرا)
غوتينغن (بالألمانية: Güttingen) هي واحدة من بلديات مقاطعة كروزلينغن في كانتون تورغاو في سويسرا. تبلغ مساحتها 9.5 كيلومتر مربع، ويقدر عدد سكانها بـ 1574 نسمة (حسب تعداد ديسمبر 2015).

## المناخ
يظهر الجدول التالي التغييرات المناخية على مدار السنة لغوتينغن:
| البيانات المناخية لـغوتينغن        | البيانات المناخية لـغوتينغن | البيانات المناخية لـغوتينغن | البيانات المناخية لـغوتينغن | البيانات المناخية لـغوتينغن | البيانات المناخية لـغوتينغن | البيانات المناخية لـغوتينغن | البيانات المناخية لـغوتينغن | البيانات المناخية لـغوتينغن | البيانات المناخية لـغوتينغن | البيانات المناخية لـغوتينغن | البيانات المناخية لـغوتينغن | البيانات المناخية لـغوتينغن | البيانات المناخية لـغوتينغن |
| الشهر                              | يناير                       | فبراير                      | مارس                        | أبريل                       | مايو                        | يونيو                       | يوليو                       | أغسطس                       | سبتمبر                      | أكتوبر                      | نوفمبر                      | ديسمبر                      | المعدل السنوي               |
| ---------------------------------- | --------------------------- | --------------------------- | --------------------------- | --------------------------- | --------------------------- | --------------------------- | --------------------------- | --------------------------- | --------------------------- | --------------------------- | --------------------------- | --------------------------- | --------------------------- |
| متوسط درجة الحرارة الكبرى °م (°ف)  | 2.9 (37.2)                  | 4.5 (40.1)                  | 9.6 (49.3)                  | 14.0 (57.2)                 | 18.9 (66.0)                 | 21.9 (71.4)                 | 24.3 (75.7)                 | 23.6 (74.5)                 | 19.1 (66.4)                 | 13.6 (56.5)                 | 7.1 (44.8)                  | 3.8 (38.8)                  | 13.6 (56.5)                 |
| المتوسط اليومي °م (°ف)             | 0.4 (32.7)                  | 1.2 (34.2)                  | 5.1 (41.2)                  | 8.8 (47.8)                  | 13.5 (56.3)                 | 16.6 (61.9)                 | 18.7 (65.7)                 | 18.1 (64.6)                 | 14.2 (57.6)                 | 9.8 (49.6)                  | 4.4 (39.9)                  | 1.6 (34.9)                  | 9.4 (48.9)                  |
| متوسط درجة الحرارة الصغرى °م (°ف)  | −2.3 (27.9)                 | −2.0 (28.4)                 | 1.0 (33.8)                  | 3.8 (38.8)                  | 8.2 (46.8)                  | 11.5 (52.7)                 | 13.5 (56.3)                 | 13.3 (55.9)                 | 10.1 (50.2)                 | 6.4 (43.5)                  | 1.7 (35.1)                  | −0.9 (30.4)                 | 5.4 (41.7)                  |
| الهطول مم (إنش)                    | 53 (2.1)                    | 52 (2.0)                    | 64 (2.5)                    | 71 (2.8)                    | 100 (3.9)                   | 102 (4.0)                   | 108 (4.3)                   | 96 (3.8)                    | 87 (3.4)                    | 71 (2.8)                    | 69 (2.7)                    | 75 (3.0)                    | 947 (37.3)                  |
| متوسط تساقط الثلوج سم (إنش)        | 10.6 (4.2)                  | 12.8 (5.0)                  | 4.1 (1.6)                   | 0 (0)                       | 0 (0)                       | 0 (0)                       | 0 (0)                       | 0 (0)                       | 0 (0)                       | 0.1 (0.0)                   | 3.6 (1.4)                   | 8 (3.1)                     | 39.2 (15.4)                 |
| متوسط أيام هطول الأمطار (≥ 1.0 mm) | 9.5                         | 8.5                         | 10.7                        | 10.4                        | 11.3                        | 11.9                        | 11.5                        | 10.8                        | 9.5                         | 9.1                         | 9.7                         | 10.7                        | 123.6                       |
| متوسط الأيام المثلجة (≥ 1.0 cm)    | 3.6                         | 3.4                         | 1.7                         | 0                           | 0                           | 0                           | 0                           | 0                           | 0                           | 0                           | 1.2                         | 2.8                         | 12.7                        |
| متوسط الرطوبة النسبية (%)          | 84                          | 80                          | 75                          | 72                          | 73                          | 74                          | 74                          | 77                          | 81                          | 85                          | 86                          | 85                          | 79                          |
| ساعات سطوع الشمس الشهرية           | 47                          | 80                          | 141                         | 183                         | 212                         | 223                         | 251                         | 222                         | 156                         | 97                          | 53                          | 38                          | 1٬702                       |
| المصدر: MeteoSwiss                 |                             |                             |                             |                             |                             |                             |                             |                             |                             |                             |                             |                             |                             |